# Publio Tullio Marso
Publio Tullio Marso (latino: Publius Tullius Marsus; fl. 206) fu un senatore dell'Impero romano, console suffetto assieme a Marco Celio Faustino nel 206.

## Biografia
Marso e il suo collega Faustino erano sconosciuti fino al ritrovamento di un diploma militare che li cita. Sono attestati esponenti della gens Tullia fino alla fine del II secolo e inizi del III, sia senatori che cavalieri che procuratori. Un Tullio Menofilo era stato console nel 238, anche se non sono note le sue parentele familiari; una connessione sarebbe invece possibile tra Marso e una certa Tullia Marsilla Quentinia Rossia Rufina Rufia Procula, clarissima femina, il cui nome è attestato da un'iscrizione ritrovata a Bolsena: sarebbe vissuta nel II secolo e sarebbe stata imparentata con i Tullii Varrones di Tarquinia e con la famiglia dei Rufii di Volsinii.
Quindi Marso, che è l'unico Tullio di rango senatorio ad avere il praenomen Publio al di fuori dei Tullii Varrones, sarebbe connesso a Tullia Marsilia, come attesterebbe il cognomen Marso. Sembra quindi questo il caso in cui un membro di una famiglia di rango senatoriale che per alcune generazioni non ebbe rappresentanti al Senato, sia riapparso all'inizio del III secolo.